# Веслування на байдарках і каное на Європейських іграх 2023
Веслування на байдарках та каное на Європейських іграх 2023 року відбудуться з 21 по 24 червня у спринті та з 29 червня по 2 липня у слоломі 2023 року в Кракові, Польща.

## Розклад
| Дисципліна↓/Дата → | Ср 21    | Ср 21    | Чт 22    | Чт 22    | Пт 23    | Пт 23    | Сб 24    | Сб 24    |          |
| Чоловіки           | Чоловіки | Чоловіки | Чоловіки | Чоловіки | Чоловіки | Чоловіки | Чоловіки | Чоловіки | Чоловіки |
| ------------------ | -------- | -------- | -------- | -------- | -------- | -------- | -------- | -------- | -------- |
| К-1, 200 м         |          |          | З        | ½        |          | Ф        |          |          |          |
| К-1, 500 м         |          |          |          |          | З        | ½        |          | Ф        |          |
| К-2, 500 м         | З        | ½        |          | Ф        |          |          |          |          |          |
| Б-1, 200 м         |          |          | З        | ½        |          | Ф        |          |          |          |
| Б-1, 500 м         |          |          |          |          | З        | ½        |          | Ф        |          |
| Б-2, 500 м         | З        | ½        |          | Ф        |          |          |          |          |          |
| Б-4, 500 м         | З        | ½        |          |          |          | Ф        |          |          |          |
| Жінки              |          |          |          |          |          |          |          |          |          |
| К-1, 200 м         |          |          | З        | ½        |          | Ф        |          |          |          |
| К-1, 500 м         |          |          |          |          |          |          |          | Ф        |          |
| К-2, 500 м         | З        | ½        |          | Ф        |          |          |          |          |          |
| Б-1, 200 м         |          |          | З        | ½        |          | Ф        |          |          |          |
| Б-1, 500 м         |          |          |          |          | З        | ½        |          | Ф        |          |
| Б-2, 500 м         | З        | ½        |          |          |          | Ф        |          |          |          |
| Б-4, 500 м         | З        | ½        |          | Ф        |          |          |          |          |          |
| Мікст              |          |          |          |          |          |          |          |          |          |
| К-2, 200 м         |          |          |          | З        |          | ½        |          | Ф        |          |
| Б-2, 200 м         |          |          |          | З        |          | ½        |          | Ф        |          |

## Результати

### Слалом

#### Чоловіки
| Дистанція                   | Золото | Золото | Срібло | Срібло | Бронза | Бронза |
| --------------------------- | ------ | ------ | ------ | ------ | ------ | ------ |
| Каное-одиночки              |        |        |        |        |        |        |
| Байдайрки-одиночки          |        |        |        |        |        |        |
| Каное-одиночки, команда     |        |        |        |        |        |        |
| Байдайрки-одиночки, команда |        |        |        |        |        |        |
| Байдайрки-крос              |        |        |        |        |        |        |

#### Жінки
| Дистанція                   | Золото | Золото | Срібло | Срібло | Бронза | Бронза |
| --------------------------- | ------ | ------ | ------ | ------ | ------ | ------ |
| Каное-одиночки              |        |        |        |        |        |        |
| Байдайрки-одиночки          |        |        |        |        |        |        |
| Каное-одиночки, команда     |        |        |        |        |        |        |
| Байдайрки-одиночки, команда |        |        |        |        |        |        |
| Байдайрки-крос              |        |        |        |        |        |        |

### Спринт

#### Таблиця медалей
*   Країна-господарка ( Польща)
| Місце                | Країна               | Золото | Срібло | Бронза | Загалом |
| -------------------- | -------------------- | ------ | ------ | ------ | ------- |
| 1                    | Україна (UKR)        | 3      | 2      | 0      | 5       |
| 2                    | Польща (POL)*        | 3      | 1      | 1      | 5       |
| 3                    | Іспанія (ESP)        | 2      | 3      | 2      | 7       |
| 4                    | Данія (DEN)          | 2      | 2      | 1      | 5       |
| 5                    | Португалія (POR)     | 2      | 0      | 1      | 3       |
| 6                    | Угорщина (HUN)       | 1      | 1      | 3      | 5       |
| 7                    | Литва (LTU)          | 1      | 0      | 0      | 1       |
| 7                    | Італія (ITA)         | 1      | 0      | 0      | 1       |
| 7                    | Чехія (CZE)          | 1      | 0      | 0      | 1       |
| 10                   | Німеччина (GER)      | 0      | 3      | 2      | 5       |
| 11                   | Сербія (SRB)         | 0      | 1      | 4      | 5       |
| 12                   | Румунія (ROU)        | 0      | 1      | 0      | 1       |
| 12                   | Грузія (GEO)         | 0      | 1      | 0      | 1       |
| 12                   | Швеція (SWE)         | 0      | 1      | 0      | 1       |
| 15                   | Латвія (LAT)         | 0      | 0      | 1      | 1       |
| 15                   | Молдова (MDA)        | 0      | 0      | 1      | 1       |
| Загалом (16 збірних) | Загалом (16 збірних) | 16     | 16     | 16     | 48      |

#### Чоловіки
| Дистанція                     | Золото                                                             | Золото   | Срібло                                                         | Срібло   | Бронза                                                                   | Бронза   |
| ----------------------------- | ------------------------------------------------------------------ | -------- | -------------------------------------------------------------- | -------- | ------------------------------------------------------------------------ | -------- |
| Каное-одиночка, 200 метрів    | Генрікас Жюстаутас Литва                                           | 39.700   | Заза Надірадзе Грузія                                          | 39.796   | Пабло Гранья Іспанія                                                     | 39.852   |
| Каное-одиночка, 500 метрів    | Мартін Фукса Чехія                                                 | 1:45.462 | Кетелін Чиріле Румунія                                         | 1:46.340 | Сергій Тарновський Молдова                                               | 1:46.460 |
| Каное-двійка, 500 метрів      | Італія Габріеле Казадеї Карло Таккіні                              | 1:40.168 | Іспанія Кайетано Гарсія Пабло Мартінес                         | 1:40.513 | Польща Александр Кітевський Норман Зезула                                | 1:40.553 |
| Байдарка–одиночка, 200 метрів | Мессіас Баптіста Португалія                                        | 36.845   | Петтер Меннінг Швеція                                          | 37.179   | Робертс Акменс Латвія                                                    | 37.189   |
| Байдарка–одиночка, 500 метрів | Адам Варга Угорщина                                                | 1:36.212 | Фернандо Пімента Португалія                                    | 1:37.358 | Марко Драгосавлевич Сербія                                               | 1:37.806 |
| Байдарка–двійка, 500 метрів   | Україна Олег Кухарик Ігор Трунов                                   | 1:28.928 | Німеччина Фелікс Франк Мартін Гіллер                           | 1:29.825 | Сербія Ервін Хольперт Марко Драгосавлевич                                | 1:29.855 |
| Байдарка–четвірка, 500 метрів | Іспанія Карлос Аревало Родріго Гермаде Саул Кравіотто Маркус Вальц | 1:19.964 | Україна Дмитро Даниленко Олег Кухарик Іван Семикін Ігор Трунов | 1:20.500 | Сербія Андело Дзомбета Марко Новакович Владімір Торубаров Стефан Врдоляк | 1:20.800 |

#### Жінки
| Дистанція                     | Золото                                                            | Золото   | Срібло                                                        | Срібло   | Бронза                                                             | Бронза   |
| ----------------------------- | ----------------------------------------------------------------- | -------- | ------------------------------------------------------------- | -------- | ------------------------------------------------------------------ | -------- |
| Каное-одиночка, 200 метрів    | Дорота Боровська Польща                                           | 46.653   | Людмила Лузан Україна                                         | 46.937   | Марія Корбера Іспанія                                              | 47.441   |
| Каное-одиночка, 500 метрів    | Людмила Лузан Україна                                             | 2:02.920 | Марія Корбера Іспанія                                         | 2:03.990 | Агнес Кісс Угорщина                                                | 2:04.576 |
| Каное-двійка, 500 метрів      | Україна Людмила Лузан Валерія Терета                              | 1:58.233 | Іспанія Антіа Жаком Марія Корбера                             | 1:58.506 | Угорщина Гіада Брагато Б'янка Надь                                 | 1:59.163 |
| Байдарка–одиночка, 200 метрів | Емма Єргенсен Данія                                               | 40.106   | Милиця Старович Сербія                                        | 41.006   | Франциска Лая Португалія                                           | 41.058   |
| Байдарка–одиночка, 500 метрів | Емма Єргенсен Данія                                               | 1:49.494 | Аліда Гажо Угорщина                                           | 1:49.642 | Міліца Новакович Сербія                                            | 1:50.892 |
| Байдарка–двійка, 500 метрів   | Польща Кароліна Ная Анна Пулавська                                | 1:40.952 | Данія Емма Єргенсен Фредерікк Маттісен                        | 1:41.342 | Угорщина Аліда Гажо Тамара Чіпеш                                   | 1:42.538 |
| Байдарка–четвірка, 500 метрів | Польща Кароліна Ная Анна Пулавська Адріанна Каколь Домініка Путто | 1:31.701 | Німеччина Пауліна Пашек Юле Гаке Катінка Гофманн Лена Ролінгс | 1:32.619 | Данія Фредерікк Маттісен Сара Мільтерс Катрін Янсен Болетт Іверсен | 1:33.656 |

#### Мікст
| Дистанція                   | Золото                                       | Золото | Срібло                                          | Срібло | Бронза                             | Бронза |
| --------------------------- | -------------------------------------------- | ------ | ----------------------------------------------- | ------ | ---------------------------------- | ------ |
| Каное-двійка, 100 метрів    | Іспанія Антія Жаком Пабло Гранья             | 39.413 | Польща Александр Квітевський Сильвія Щербінська | 40.601 | Німеччина Ніко Пікерт Анніка Лоске | 40.697 |
| Байдарка–двійка, 200 метрів | Португалія Марія Тереса Портела Кевін Сантос | 34.260 | Данія Емма Єргенсен Магнус Сібберсен            | 34.572 | Німеччина Лена Ролінгс Якоб Шопф   | 34.700 |